# Fairfax Media
Fairfax Media Limited, fundada como John Fairfax Holdings Limited (ABN 15 008 663 161) es una compañía australiana que opera en la industria de los medios de comunicación, principalmente en periódicos. Publica dos de los periódicos australianos más conocidos: The Sydney Morning Herald y The Age; este último es publicado en Melbourne. La compañía fue fundada por la familia Fairfax y estuvo bajo su control hasta el 11 de diciembre de 1990.
En Australia, la compañía también es dueña de The Sun-Herald, un periódico de los domingo de Sídney; el Illawarra Mercury, en Wollongong; The Newcastle Herald, en Newcastle; y The Standard, en Warrnambool. El 4 de mayo de 2006, se anunció que John Fairfax Holdings compraría el periódico The Border Mail ― que se publica en Albury-Wodonga ― por la suma de $160 millones.
En Nueva Zelanda, su subsidiaria, Fairfax New Zealand Limited, posee diarios que antiguamente pertenecían a la Independent Newspapers Limited (INL), incluyendo The Dominion Post, de Wellington; The Press, de Christchurch; y The Sunday Star-Times, de Auckland.
- Datos: Q1393218